# جیغ گربه‌ها
جیغ گربه‌ها نام هفتمین آلبوم گروه بلک کتس است که دارای ۸ ترانه می‌باشد و در سال ۲۰۰۶ عرضه شد. ترانه‌سازی این آلبوم را شهبال شب‌پره، شوبرت آواکیان و کامیار احمد زاده انجام داده‌اند. ترانه های آلبوم را بابک روزبه، شهبال شب‌پره، ژاکلین، همایون هوشیارنژاد و کامیار احمدزاده انجام دادند. همچنین تنظیم آلبوم توسط شوبرت آواکیان و کامیار احمد زاده صورت گرفت.

## ترانه‌ها
| نام ترانه  | ترانه‌سرا          | آهنگساز       | تنظیم  |
| ---------- | ----------------- | ------------- | ------ |
| فریاد      | شهبال             | شوبرت         | شوبرت  |
| جون خودت   | بابک روزبه        | شوبرت         | شوبرت  |
| مجنون      | شهبال             | شوبرت         | شوبرت  |
| نمیخوامت   | شهبال             | شهبال و شوبرت | شوبرت  |
| پری آسمونی | ژاکلین            | شوبرت         | شوبرت  |
| لیلا       | بابک روزبه        | شوبرت         | شوبرت  |
| عاقبت      | همایون هوشیارنژاد | کامیار        | کامیار |
| لوس آنجلس  | کامیار            | کامیار        | کامیار |